# Stadhouderskade 29
De gebouwen Stadhouderskade 29 en 29a zijn gelegen aan de Stadhouderskade/Singelgracht te Amsterdam-Zuid.
In de 19e eeuw stond hier nog ijzergieterij Rinckers, waarvan de gebouwen nogal krakkemikkig waren. Bovendien klaagden de bewoners van dit nieuwe stuk Amsterdam over de stank van het bedrijf die tot in het Vondelpark overlast bezorgde.
Stadhouderskade 29 herbergde een Opelgaragebedrijf van M. van Genderingen. Het gebouw stond daar sinds 1903. Architect was Piet Heyn, de aanneemsom lag rond de 25.000 gulden in februari 1902. Het ging Van Genderingen voor de wind, want in 1907 kon hij bij Foeke Kuipers de gebouwen aan Falckstraat 15-29 bestellen. Hijzelf verhuisde zijn bedrijf in 1911 naar Stadhouderskade 93-94. Weer later begon hij aan een project in de Valkenierstraat 5-21. Hij verslikte zich hierin en zijn bedrijf werd kort daarna overgenomen door een Forddealer. Maurice van Gendringen overleed 1 juni 1928. In 1966 ging dit gebouw nr. 29 tegen de vlakte in verband met de nieuwbouw voor het Park Hotel Amsterdam. Vanaf de jaren dertig van de 20e eeuw diende het als garage van het Parkhotel.
Stadhouderskade 29a is een woonhuis annex kantoor. In het gebouw was in de jaren dertig een huisarts gevestigd. Tijdens de Tweede Wereldoorlog werd het pand van de Joodse eigenaars geroofd en kwam in handen van een NSB'er. In de jaren zestig woonde hier de familie Rosenberg, die op nummer 30 haar importbedrijf had voor Côte d'Or.
Oost ·
160 ·
158 ·
157 ·
156 ·
155 ·
151-154 ·
149-150 ·
145-146 ·
142-144 ·
140-141 ·
137-139 ·
135-136 ·
130-134 ·
129 ·
128 ·
125-127 ·
123-124 ·
116-122 ·
115 ·
110-113 ·
100-101 ·
97 ·
95-96 ·
93-94 ·
92 ·
91 ·
89-90 ·
87-88 ·
86 ·
85 ·
84 ·
82-83 ·
78-79 ·
77 ·
Heineken Brouwerij ·
74 ·
72-73 ·
69-70 ·
68 ·
67 ·
65-66 ·
64 ·
62-63 ·
60-60a ·
58-59 ·
56-57 ·
Willemshuis ·
Van Nispenhuis ·
Kapel van Sint Josephs Gezellen-Vereeniging ·
54 ·
52-53 ·
47-49 ·
Carel Willinkplantsoen ·
Polderhuis ·
Ruysdaelkade 2-4 ·
Judith Leysterbrug ·
42 (Rijksmuseum) ·
40-41 ·
31-35 ·
30 ·
29 ·
Park Centraal Amsterdam ·
Stedemaagd (Vondelpark) ·
Byzantium ·
Koepelkerk ·
12 (Marriott) ·
Persilhuis ·
7 ·
5 ·
3 ·
1 ·
West